# Antoine Dehaussy de Robecourt
Antoine Dehaussy de Robécourt est né le 28 mars 1755 et décédé le 20 décembre 1828 à Péronne, est un homme politique français, élu du département de la Somme.

## Biographie

### Famille
Antoine Dehaussy de Robecourt est issu d'une lignée d'hommes de loi péronnais. Jean de Haussy, licencié ès loi est mayeur de Péronne au XVIe siècle, Mathias de Haussy de Robécourt, est mayeur de Péronne au milieu du XVIIIe siècle et Jean de Haussy de Robécourt, père d'Antoine, avocat, l'est aussi à la fin du XVIIIe siècle. Antoine de Haussy de Robécourt, quant à lui, fut le dernier mayeur de Péronne en 1789-1790.

### Député de la Somme
Avocat, élu président du Tribunal du District de Péronne en 1790, élu député de la Somme à l'Assemblée législative, le 29 août 1791. Il siège sur le côté droit de l'Assemblée et soutient jusqu'au bout la Monarchie constitutionnelle. Il provoque le décret qui fait exclure les sociétés populaires de l'enceinte du palais législatif, prend la défense de Bertrand de Molleville, réclame pour les femmes d'émigrés la jouissance de leurs biens, s'oppose au décret qui déclare que le ministre Servan emporte dans sa retraite les regrets du peuple (13 juin 1792). Après le 10 août 1792 et la chute de la royauté, il se retire à Péronne où il est nommé maire. Il est destitué en vendémiaire an II par le conventionnel en mission, André Dumont, qui lui reproche « d'avoir fait de Péronne un autre Coblentz ».
Après la Terreur, il est élu député de la Somme au Conseil des Cinq-Cents, le 23 germinal an V mais en est exclu au 18 fructidor.

### Président du Tribunal de Péronne
Sous le Consulat, il est nommé, le 12 messidor an VIII, président du tribunal civil de Péronne. Napoléon Ier le crée, le 10 avril 1811, baron de l'Empire. 
Favorable au retour des Bourbons à la chute de l'Empire, il est confirmé, le 26 mars 1819, dans ses fonctions de Président du tribunal civil de Péronne.
Il est Chevalier de la Légion d'honneur.

## Pour approfondir